# Перу (Мен)
Перу (англ. Peru) — місто (англ. town) в США, в окрузі Оксфорд штату Мен. Населення — 1488 осіб (2020).

## Демографія
Згідно з переписом 2010 року, у місті мешкала 1541 особа в 629 домогосподарствах у складі 446 родин. Було 909 помешкань
Расовий склад населення:
| - 97,6 % — білих - 0,6 % — корінних американців - 0,3 % — азіатів |

До двох чи більше рас належало 1,1 %. Частка іспаномовних становила 0,3 % від усіх жителів.
За віковим діапазоном населення розподілялося таким чином: 18,9 % — особи молодші 18 років, 65,0 % — особи у віці 18—64 років, 16,1 % — особи у віці 65 років та старші. Медіана віку мешканця становила 47,0 року. На 100 осіб жіночої статі у місті припадало 98,1 чоловіків;  на 100 жінок у віці від 18 років та старших — 97,8 чоловіків також старших 18 років.
Середній дохід на одне домашнє господарство  становив 66 141 долар США (медіана — 54 010), а середній дохід на одну сім'ю — 79 124 долари (медіана — 65 083). Медіана доходів становила 47 500 доларів для чоловіків та 31 912 долари для жінок. За межею бідності перебувало 6,9 % осіб, у тому числі 6,0 % дітей у віці до 18 років та 0,0 % осіб у віці 65 років та старших.
Цивільне працевлаштоване населення становило 689 осіб. Основні галузі зайнятості: освіта, охорона здоров'я та соціальна допомога — 27,3 %, виробництво — 18,0 %, роздрібна торгівля — 11,8 %, будівництво — 8,1 %.